# Francisco Ortiz (actor)
Francisco Ortiz (Madrid, 10 de junio de 1986) es un actor español conocido por sus papeles de  Bosco Ulloa en la serie de televisión El secreto de Puente Viejo. y de Carlos de la Vega en Amar es para siempre. En teatro uno de sus trabajos más destacados ha sido la interpretación de Don Rodrigo en El caballero de Olmedo con la joven Compañía Nacional de Teatro Clásico dirigida por Lluís Pasqual.

## Trayectoria
Se formó como actor en el Laboratorio William Layton y con Arnold Taraborrelli y en la Real Escuela Superior de Arte Dramático. Entre sus trabajos más importantes están López, en Naranjas exprimidas  dirigida por Raúl Fuertes y Carlos Silveira nominada al Premio Max como mejor espectáculo revelación en 2011.
También en 2011 interpretó el papel de Álvaro, en Saltar sin red, de Fernando J. López, dirigida por Ainhoa Amestoy (Factoría Estival de Arte, 2011)
En 2013 interpretó a Florencio, La noche toledana, de Lope de Vega dirigida por Carlos Marchena, en la Joven Compañía Nacional de Teatro Clásico.
En 2014 realizó uno de sus trabajos más destacados en teatro: Don Rodrigo en El caballero de Olmedo también de Lope de Vega en la Joven Compañía Nacional de Teatro Clásico dirigida por Lluís Pascual.
En mayo de 2014 se incorporó en la serie de televisión El secreto de Puente Viejo interpretando el papel de Bosco.
En 2015 estrenó la obra de teatro Los vencejos no sonríen, junto a la actriz  Carlota Baró. También en 2015 fichó por la nueva serie de TVE El Caso: Crónica de sucesos donde interpretaba a Miguel Montenegro un policía de los años 60 compartiendo reparto con Fernando Guillén Cuervo, Verónica Sánchez y Natalia Verbeke.
Desde 2018 es uno de los protagonistas de la séptima temporada de Amar es para siempre en el papel de Carlos de la Vega.
En 2019 formó parte del reparto de la serie Secretos de Estado donde interpretaba a Carlos Castillo, un inspector del CNI, y compartía reparto con Myriam Gallego, José Luis García Pérez y Natalia Millán.

### El secreto de Puente Viejo
Fue el primer trabajo del actor en televisión. Interpretó el papel de Bosco, el hijo perdido de Pepa (Megan Montaner) y Tristán (Álex Gadea), hermano de Martín (Jordi Coll) y mellizo de Aurora (Ariadna Gaya). Tras el parto el cuerpo de Pepa desapareció y Bosco quedó a cargo de Clarita (Clara Campra) y tras la muerte de está a cargo de su tío Silverio (Marcial Álvarez). Cansado de que su tío lo explote y lo maltrate, Bosco decide marcharse y en su camino se encuentra con Francisca Montenegro (María Bouzas) que está siendo atacada por unos anarquistas. Tras salvarla Bosco se instala en La Casona conociendo a Amalia (Aída Flix), su primera esposa, y a Inés (Fariba Sheikhan), su segunda esposa, con la que tuvo a su hijo Beltrán. Finalmente muere por un disparo de Francisca dirigido a Berta (Raquel Aragón), la nueva niñera de Beltrán.

## Filmografía

### Series
| Año             | Título                      | Personaje                         | Cadena      | Episodios     |
| --------------- | --------------------------- | --------------------------------- | ----------- | ------------- |
| 2014 - 2016     | El secreto de Puente Viejo  | Bosco Ulloa / Bosco Montenegro    | Antena 3    | 396 capítulos |
| 2016            | El Caso: Crónica de sucesos | Miguel Montenegro Lázaro "Peluso" | La 1        | 13 capítulos  |
| 2017            | Cuéntame como pasó          | Marcial                           | La 1        | 1 capítulo    |
| 2017            | Conquistadores: Adventum    | Hernando de Soto                  | Movistar+   | 1 capítulo    |
| 2018 - 2019     | Amar es para siempre        | Carlos de la Vega                 | Antena 3    | 250 capítulos |
| 2019            | Secretos de Estado          | Carlos Castillo                   | Telecinco   | 13 capítulos  |
| 2020 - 2021     | El Cid                      | Sancho II el Fuerte               | Prime Video | 10 capítulos  |
| 2022            | ¡García!                    | García                            | HBO Max     | 6 episodios   |
| 2023 - presente | Memento Mori                | Ramiro Sancho                     | Prime Video | ¿? episodios  |
| 2024            | ¿A qué estás esperando?     | Daryl                             | Antena 3    | 8 episodios   |

### Cine
| Año  | Título                              | Personaje | Dirección      | Notas                     |
| ---- | ----------------------------------- | --------- | -------------- | ------------------------- |
| 2024 | Apocalipsis Z: El principio del fin | Manel     | Carles Torrens | Película para Prime Video |

### Programas de televisión
| Año  | Título    | Función  | Cadena    | Notas       |
| ---- | --------- | -------- | --------- | ----------- |
| 2014 | Àrtic     | Invitado | Channel 5 | 2 programas |
| 2015 | Veríssimo | Invitado | TV3       | 1 programa  |

## Teatro
| Año  | Título                  | Papel       | Notas                                     |
| ---- | ----------------------- | ----------- | ----------------------------------------- |
| 2011 | Naranjas exprimidas     |             | Compañía La Cantera                       |
| 2011 | Saltar sin red          |             | Joven Compañía Nacional de Teatro Clásico |
| 2013 | La noche toledana       |             | Joven Compañía Nacional de Teatro Clásico |
| 2014 | El caballero de Olmedo  | Don Rodrigo | Joven Compañía Nacional de Teatro Clásico |
| 2015 | Los vencejos no sonríen | Roberto     | Junto a Carlota Baró                      |